# 繼承遺孀
继承遗孀，或稱收繼婚，是父權社會中的一種婚姻形式，指寡妇嫁给已故丈夫的一个亲屬（通常是丈夫的兄弟或兒子）。寡妇继承的例子可以在古代和圣经时代的娶寡嫂的婚姻形式中发现。这种行为使寡妇和她的孩子能得到财政上的支持，并保持她已故的丈夫的家族的财富。在家庭中，女人通常负责家务，而男性要保证提供经济来源。若男性死去，女人就无法支持其他家庭成员的生活。在这时，这种机制就会被启动。而翁姑又不希望有人带走家族的血脉和财产，因此她必须嫁给原家庭内的成员(一般是同輩或後輩)。
这种习俗可以确保财富不离开以男性为中心的家庭。它有时也会作为一种保护寡妇和她的孩子的方式。
古犹太教中存在着寡妇继承，在印度，类似的形式亦非常普遍。继承遗孀在某些非洲的种族，例如在生活在肯尼亚和乌干达在维多利亚湖一带的Luo族中也非常普遍。

## 引用
1. ↑  Datamation Foundation 的存檔，存档日期2006-08-12.